# Aeroport de Naha
L'Aeroport de Naha (japonès: 那覇空港, Naha Kūkō) (codi IATA: OKA, codi OACI: ROAH) és un aeroport internacional a l'illa d'Okinawa de l'arxipèlag Ryūkyū. Està situat 4 km a l'oest del centre (l'ajuntament) de la ciutat de Naha. És el principal centre de trànsit de passatgers i mercaderies de les illes Ryūkyū i de la prefectura d'Okinawa, a més del setè aeroport amb més trànsit del Japó. Disposa de connexions regulars amb la Xina, Taiwan, Hong Kong, Corea del Sud, Tailàndia, Singapur, etc.
L'aeroport té incorporada la Base Aèria de Naha, de la Força Aèria d'Autodefensa del Japó.

## Història
L'aeroport es va construir l'any 1933 com a Aeròdrom d'Oroku (小禄飛行場) per part de la Marina Imperial Japonesa. El 1945, després de la Segona Guerra Mundial, van passar a usar-lo les Forces Aèries dels EUA amb el nom d'Aeròdrom de Naha (那覇飛行場). L'any 1972 va acabar l'administració d'Okinawa per part dels EUA que va retornar al Japó, però l'aeroport va romandre com a base militar estatunidenca fins a l'any 1982, en què es va transferir a la Força Aèria d'Autodefensa del Japó.